# Ga Seohyeon
Ga Seohyeon (Tiếng Hàn: 서현역, Hanja:書峴驛) là ga tàu điện ngầm trên Tuyến Suin–Bundang, nằm ở Seohyeon-dong, Bundang-gu, Seongnam-si, Gyeonggi-do. Khu vực xung quanh nhà ga này rất phổ biến với giới trẻ, với nhiều quán bar, nhà hàng, rạp chiếu phim, hagwon, văn phòng. AK Plaza (trước đây là Samsung Plaza) và Bệnh viện Bundang Jesaeng cũng nằm trong khu vực này.

## Lịch sử
- 1 tháng 9 năm 1994: Bắt đầu kinh doanh
- Tháng 7 năm 2006: Vai trò đại diện nhóm được chỉ định
- Năm 2010: Lắp đặt cửa chắn sân ga
- Năm 2012: Hạ cấp từ Ga hành chính xuống Ga liên phân phối, chuyển giao nhiệm vụ quản lý cho Ga Jukjeon
- 18 tháng 9 năm 2012: Điểm bắt đầu của Wangsimni được thay đổi thành 26,2km do mở đoạn Wangsimni ~ Seolleung[1]
- Năm 2015: Thay thế bảng hiển thị điện tử trong sân ga và phòng chờ bằng màn hình LCD
- Tháng 2 năm 2017: Phá dỡ nhà ga bán vé đường sắt

## Bố trí ga
| ↑ Imae  |
| \| １   |
| Sunae ↓ |

| １ | ●Tuyến Suin–Bundang | → Hướng đi Sunae · Jukjeon · Giheung · Suwon · Incheon →          |
| ２ | ●Tuyến Suin–Bundang | ← Hướng đi Yatap · Moran · Seolleung · Seonjeongneung · Wangsimni |

## Xung quanh nhà ga
- Ak Plaza Bundang
- Lotte Mart chi nhánh Seohyeon
- Văn phòng Bundang-gu
- Trạm cứu hỏa Bundang
- Bệnh viện Bundang Jesaeng
- Trung tâm phúc lợi hành chính Seohyeon 1-dong
- Trường trung học Seohyeon
- Trường trung học cơ sở Seohyeon
- Trường tiểu học Seohyeon
- Phố Seohyeon Rodeo
- Văn phòng Giáo dục Gyeonggi-do Seongnam
- Bưu điện Seongnam Bundang
- Khu Trình Diễn Chung Cư Samsung Hanshin
- Tổ hợp trình diễn Chung cư Hanyang
- Tổ hợp trình diễn Chung cư Woosung
- Chung cư Huyndai Complex
- Hiệu sách Youngpoong chi nhánh Bundang
- Daiso Bundang
- Đến công viên Yuldong
- Phòng khám đông y Seohyeon

## Tai nạn – Sự cố

### Trận mưa lớn lịch sử năm 2022
Vào ngày 8 tháng 8 năm 2022, do mưa lớn ở khu vực miền trung Hàn Quốc năm 2022, khu vực xung quanh Ga Seohyeon, lối đi bộ ngầm và bên trong ga đã bị ngập lụt. Sau khi thiệt hại được giải quyết, các hoạt động lại tiếp tục.

### Vụ tấn công bằng dao tại AK Plaza Bundang
Vụ tấn công bằng dao tại AK Plaza Bundang: Vào ngày 3 tháng 8 năm 2023, một người đàn ông 22 tuổi đã đột nhập vào AK Plaza Bundang ở Seohyeon-dong, Bundang-gu, Seongnam-si, Gyeonggi-do tấn công bằng dao khiến cho 1 người chết và 14 người bị thương